# Наследственный ангионевротический отёк
Наследственный ангионевротический отёк (НАО) — редкое заболевание, связанное с недостаточностью/переизбытком или недостаточной активностью (типы НАО) С1 ингибитора системы комплемента человека, что приводит к неконтролируемым внутренним реакциям в крови и проявляется в виде отеков на теле. Чаще всего отеки возникают на руках, ногах, лице, в брюшной полости, а также в гортани.
Отек гортани часто затрудняет поступление воздуха в организм, что в свою очередь, может привести к удушью. Поэтому, в случае возникновения отека гортани, госпитализация обязательна. Отеки в брюшной полости сопровождаются острыми болями и сильной рвотой и также могут требовать госпитализации.
Заболевание встречается в среднем у одного из 10 000—50 000 человек.

## Патогенез
C1-ингибитор (C1-Inhibitor) — высокогликозилированный белок сыворотки, синтезируемый в печени и угнетающий протеолитическую активность субкомпонентов Clr и Cls, предупреждая таким образом активацию С4 и С2 компонентов комплемента. Недостаточность Cl-ингибитора приводит к неконтролируемой активации ранних компонентов комплемента. Причем в 15 % случаев концентрация С1-ингибитора остается в норме, а снижена только его функциональная активность. Определение причины дефицита имеет принципиальное значение для выбора метода лечения этого аутоиммунного заболевания.
Патогенез НАО сходен с патогенезом крапивницы и связан с дилатацией и повышением проницаемости сосудов (преимущественно венул) глубоких (в отличие от крапивницы) слоев дермы и подслизистого слоя, вызванной компонентами комплемента и кининами калликреин-брадикининовой цепи. Кроме того, эти вазоактивные пептиды вызывают спазм гладкой мускулатуры пищеварительного тракта и полых органов.
Заболевание является наследственным, аутосомно-доминантным. Это означает, что вероятность того, что оно возникнет у ребёнка родителя, страдающего им, составляет 50 %.

## Типы НАО
Структура ингибитора С1 закодирована в хромосоме 11, этот протеин является альфа-2-глобулином и вырабатывается преимущественно в гепатоцитах, хотя активированные моноциты, мегакариоциты, эндотелиальные клетки и фибробласты способны синтезировать его в небольших количествах. Существуют три типа НАО [1], фенотипически идентичные.

### НАО 1-го типа
НАО 1-го типа (85 % случаев). Дефицит С1-ингибитора обусловлен нефункционирующим геном. Мутация заключается в разнообразных включениях или делециях одного или нескольких нуклеотидов в области гена, кодирующего С1-ингибитор. Мутация наследуется как аутосомно-доминантный, менделирующий признак, хотя приблизительно 25 % случаев НАО обусловлены спонтанной мутацией [1]

### НАО 2-го типа
НАО 2-го типа (15 % случаев). У пациента вырабатывается нормальное или повышенное количество неправильно функционирующего С1-ингибитора. Обычная причина — точечная мутация в позиции Аргинин 444 локуса, который кодирует «реактивный центр» — активный связывающий/разделяющий участок молекулы. Не функционирующий С1-ингибитор не расходуется, что приводит к более высокой, чем в норме, концентрации в сыворотке крови.

### НАО 3-го типа
НАО 3-го типа (распространенность неизвестна) — недавно описанное заболевание. Концентрация С1-ингибитора в плазме крови нормальная, механизм заболевания неизвестен и, вероятно, не связан с ингибитором С1. До недавнего времени считалось, что этот тип НАО встречается только у женщин (характер родословных предполагает Х-сцепленный доминантный тип наследования), однако были выявлены семьи, в которых данный тип НАО был диагностирован и у мужчин.
Приобретенный ангионевротический отек вследствие дефицита ингибитора С1 встречается у пожилых людей, часто ассоциирован с лимфопролиферативными заболеваниями, наличием антител к С1-ингибитору или с хронической инфекцией.

## История НАО
Начало истории наследственного ангиоотека положил немецкий врач-терапевт и хирург, автор большого числа открытий и новшеств в области медицины Генрих Иренеус Квинке (нем. Heinrich Irenaeus Quincke). В те времена болезнь именовали Отёком Квинке. В первых описаниях заболевание называют ещё Наследственным ангионевротическим отёком. В настоящее время болезнь известна, как Наследственный ангиоотёк.
1882 — Генрих Иренеус Квинке (нем. Heinrich Irenaeus Quincke) впервые описывает отёк Квинке.

1888 — Уильям Ослер (англ. William Osler) наблюдает и описывает наследственную форму отёка Квинке. Отёки периодически появляются у 24-хлетней женщины. Ослер обращает внимание на семейную форму данного заболевания, так как подобные симптомы наблюдались у пяти предшествующих поколений семьи пациентки. Отёк впервые описывается, как Наследственный ангионевротический отёк.

1917 — Становится известно об аутосомно-доминантном характере заболевания

1963 — Donaldson и Evans описали причину этого заболевания как биохимический дефект — отсутствие ингибитора С1 (C1INH deficiency).

1986 — Было установлено, что этот генный дефект связан с хромосомой 11.

1972 — Caldwell впервые описал взаимосвязь дефицита ингибитора С1-эстеразы с лимфопролиферативными заболеваниями (приобретенный ангиоотек)

1987 — Alsenz, Bork и Loos обнаружили IgG1-антитела к ингибитору С1-эстеразы (приобретенный ангиоотек).

2000 — описаны эстрогензависимые отёки.

## Лечение наследственного ангионевротического отёка

### Лечение во время острых приступов наследственного ангионевротического отёка
Лечение должно быть начато настолько рано, насколько это возможно!
1. Концентрат C1-ингибитора (C1-INHIBITOR).
  1. нативный С1-ингибитор (выделенный из плазмы): Berinert, Cinryze (у подростков и взрослых), Cetor;
  2. рекомбинантный С1-ингибитор (получаемый из молока генномодифицированных кроликов): Rhucin.
2. Антагонисты рецептора к брадикинину: икатибант.
3. Ингибиторы калликреина: экалантид[англ.], себетральстат[англ.].
4. Свежезамороженная плазма, если нет возможности использовать препараты С1-ингибитора и другие современные лекарства.

### Долгосрочная профилактика наследственного ангионевротического отёка
Долгосрочная профилактика требуется пациентам, если:
- частота обострений НАО более, чем одно обострение в месяц;
- когда-либо возникал отёк гортани;
- когда-либо требовалась интубация трахеи или госпитализации в отделение реанимации/интенсивной терапии;
- приступы НАО сопровождаются временной нетрудоспособностью или пропусками занятий более, чем 10 дней в год;
- из-за приступов НАО наблюдается значительное снижение качества жизни;
- у пациента существует какая-либо наркотическая зависимость;
- контакт пациента с центрами здравоохранения ограничен;
- у пациента происходит резкое развитие обострений НАО;
- если неэффективна т. н. on-demand therapy (терапия по требованию).

Для долгосрочной профилактики эксперты Международного Консенсуса по лечению НАО (2010) рекомендуют следующие группы препаратов:
1. Т. н. «облегчённые» андрогены: Станозолол, Даназол, Оксандролон.
Эта группа препаратов достаточно эффективна, но обладает большим количеством серьёзных побочных эффектов. И, если для получения клинического эффекта (состояния контролируемости) необходима доза более 200мг/сутки (по Даназолу), то следует взвесить ожидаемую пользу и возможный риск развития побочных эффектов.
2. Ингибиторы фибринолиза (антифибринолитики): ε-аминокапроновая и Транексамовая кислоты. 
Эти препараты могут быть эффективны для долгосрочной профилактики, но имеют многочисленные побочные эффекты, в связи с чем специалисты предпочитают назначению этой группы применение андрогенов, как более эффективных средств.
3. С-1 ингибитор 
 а) нативный (плазменный): Cinryze (у подростков и взрослых), Berinert, Cetor,
 б) рекомбинантный: Rhucin, Ruconest — пока проходит клинические испытания для разрешения использования в качестве профилактического средства). Его эффективность показана в многоцентровых исследованиях.

### Краткосрочная профилактика наследственного ангионевротического отёка
Рекомендована всем пациентам с НАО накануне медицинских, стоматологических манипуляций (в том числе и малых), перед действием стрессорных факторов (например, экзамен, собеседование и т. д.).
Применяются препараты, используемые для лечения обострений НАО. В случае наличия симптомов продромального периода (предвестников) может быть эффективной Транексамовая кислота или Даназол в течение 2-3 дней для предотвращения развития обострения.

### Лекарственные препараты, применяемые для лечения и профилактики наследственного ангионевротического отёка
В настоящее время для лечения НАО рекомендованы и применяются на практике в различных странах следующие препараты:
- Икатибант — антагонист рецептора B2. Производитель: Shire Human Genetic Therapies (HGT).
- Berinert — концентрат C1-ингибитора. Производитель: CSL Behring.
- Cinryze — концентрат C1-ингибитора. Производитель: Viropharma.
- Cetor — концентрат C1-ингибитора. Производитель: Sanquin.
- Kalbitor[англ.] — ингибитор Калликреина — Ecallantide (DX-88). Производитель: Dyax Corp.
- Ruconest — Рекомбинантный C1 ингибитор. Производитель: Swedish Orphan Biovitrum (Sobi).
- Rhucin — Рекомбинантный C1 ингибитор. Производитель: Pharming Group NV.
- Станозолол (Stanozolol) — анаболический стероидный препарат, производное андростана (дигидротестостерона). Торговые наименования: Winstrol (пероральный), Tenabol и Winstrol Depot (внутримышечный).
- Даназол (Danazol) — антигонадотропное средство, являющееся синтетическим андрогеном, полученным из этистерона. Торговые наименования: Даназол, Дановал, Данол, Danocrine.
- Оксандролон (Oxandrolone) — анаболический стероидный препарат, получаемый на основе дигидротестостерона. Торговые наименования: Oxandrin, Anavar
- Транексамовая кислота (Tranexamic acid) — антифибринолитическое, противоаллергическое, противовоспалительное вещество. Торговые наименования: Транексам, Транексамовая кислота, Трансамча, Троксаминат, Экзацил
- Аминокапроновая кислота (Aminocaproic acid) — лекарственное гемостатическое средство. Торговые наименования: Amicar, Поликапран (Polycapran), ε-Ahx, 6-aminohexanoic acid.
- Моноклональные антитела: ланаделумаб[англ.], гарадацимаб[англ.].

### Лекарственные препараты, которых следует избегать при наследственном ангионевротическом отёке
Препараты этих типов могут провоцировать приступы НАО:
- Ингибиторы АПФ
- Эстрогенсодержащие контрацептивы
- Заместительная гормональная терапия

## Международная организация пациентов НАО
В ноябре 2004 года, во Франции была зарегистрирована Международная организация пациентов с недостаточностью ингибитора C1 (HAEI — International Patient Organization for C1 Inhibitor Deficiencies - www.haei.org).
Организация оказывает помощь специалистам НАО, а также национальным организациям и группам пациентов НАО по всему миру. Целью международной организации пациентов НАО является облегчение доступа к эффективной диагностике и лечению Наследственного ангионевротического отёка (отёка Квинке и других заболеваний, связанных с дефицитом ингибитора C1).

## День НАО
Начиная с 2012 года 16 мая ежегодно отмечается Международный день НАО (HAE Day). Этому дню посвящён сайт haeday.org.